# Palopo Lagaligo Airport
Palopo Lagaligo Airport är en flygplats i Indonesien.   Den ligger i provinsen Sulawesi Selatan, i den centrala delen av landet, 1 500 km öster om huvudstaden Jakarta. Palopo Lagaligo Airport ligger 6 meter över havet. Den ligger på ön Pulau Selayar.
Terrängen runt Palopo Lagaligo Airport är platt västerut, men österut är den kuperad. Havet är nära Palopo Lagaligo Airport västerut. Runt Palopo Lagaligo Airport är det ganska tätbefolkat, med 104 invånare per kvadratkilometer.